# MGCP
Nell'ambito del Voice over IP, i protocolli MGCP (in inglese, Media Gateway Control Protocol)) sono stati sviluppati per consentire a un dispositivo centrale, chiamato MGC (Media Gateway controller) o soft switch di controllare i punti terminali MG (Media Gateway) mediante una configurazione di tipo master/slave. Spesso questo protocollo viene chiamato xGCP.
Si possono sviluppare applicazioni grazie all'uso di API standard che si interfacciano con i controller MGC per offrire delle funzionalità e applicazioni aggiuntive (ad esempio le chiamate in attesa e le funzionalità CLASS).
La versione Cisco di questa tecnologia è nota con il nome VSC (Virtual Switch Controller). In questa situazione l'intera rete IP si comporta come un enorme commutatore virtuale nella quale tutti i media gateway sono controllati da un controller VSC.